# Snellmansdagen
Snellmansdagen (finska: Snellmanin päivä) eller finskhetens dag (finska: Suomalaisuuden päivä) firas på Johan Villhelm Snellmans födelsedag den 12 maj i Finland. Dagen är en vedertagen flaggdag (övrig flaggdag) i Finland. Snellman ägnade sitt liv åt att stärka det finska språkets ställning i samhället och utbilda det finska folket.
Snellmansdagen blev en nationell festdag på 1920-talet och firades första gången officiellt år 1952 då flaggdagarna för första gången togs in i Universitetsalmanackan. År 1978 utsågs Snellmansdagen också till finskhetens dag.